# Pietro Ciriaci
Pietro Ciriaci, né le 2 décembre 1885 à Rome et mort le 30 décembre 1966 au même lieu, est un prélat italien de l'Église catholique romaine, figure importante de la Curie romaine.

## Biographie
Pietro Ciriaci est ordonné prêtre en 1909 et entre tout de suite dans le service diplomatique du Vatican l'année suivante. Sous-secrétaire au Secrétariat du Vatican de 1921 jusqu'à sa nomination comme nonce apostolique en Tchécoslovaquie (en) en 1928 ; cette même année le voit aussi devenir archevêque titulaire de Tarse et est consacré le 18 mars de la même année par le cardinal Pietro Gasparri avec comme co-consécrateurs Carlo Cremonesi et Agostino Zampini (it).
Pendant près de 20 ans (1934-1953), il est nonce apostolique au Portugal (en). Le pape Pie XII le crée cardinal lors du consistoire du 12 janvier 1953. Il retourne à Rome en 1954 comme préfet de la Congrégation du Concile. Il y meurt en 1966.